# Il fanciullino
Il fanciullino è un'opera di Giovanni Pascoli, divisa in 20 capitoli,   pubblicata per la prima volta nel 1897.

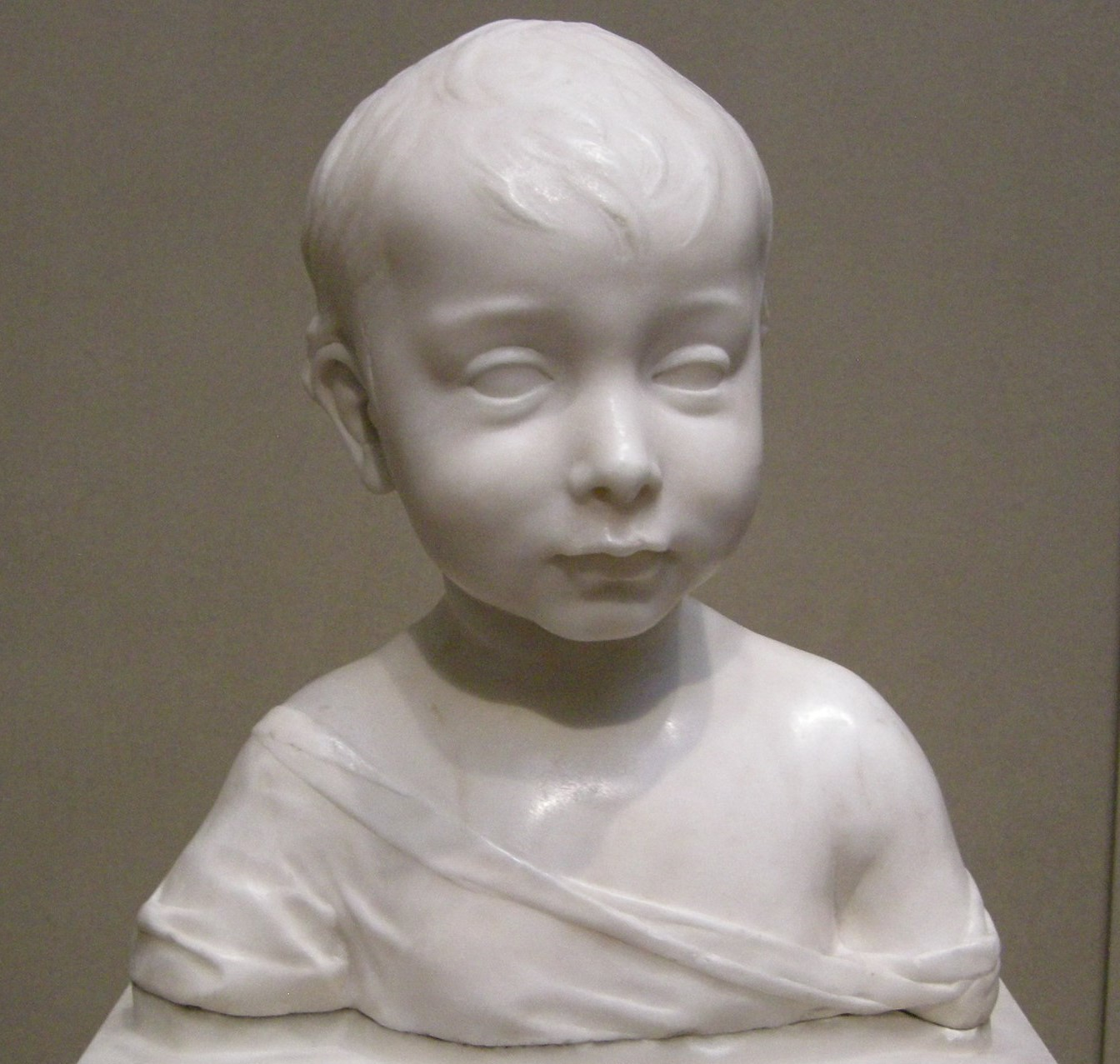
Busto di fanciullino (opera di Desiderio da Settignano, 1460)

Il testo più noto è quello contenuto nel libro Pensieri e discorsi, Bologna, 1907 (l'ultimo pubblicato dal poeta). Una nota dell'autore a fine libro riporta che «i primi capitoli di questo dialogo furono pubblicati dieci anni fa, nel Marzocco, rivista culturale d'inizio Novecento».
L'intera opera è stata raccolta la prima volta in volume in Miei pensieri di varia umanità, Messina, 1903, edito da Vincenzo Muglia.

## Descrizione
Il fanciullino è il testo in cui Pascoli esprime nel modo più ampio la propria concezione poetica. Una vera e propria riflessione sulla poesia.
Egli afferma, riprendendo un'immagine platonica:
Quando la nostra età è tuttavia tenera, egli confonde la sua voce con la nostra, e dei due fanciulli che ruzzano e contendono tra loro, e, insieme sempre, temono sperano godono piangono, si sente un palpito solo, uno strillare e un guaire solo. Ma quindi noi cresciamo, ed egli resta piccolo; noi accendiamo negli occhi un nuovo desiderare, ed egli vi tiene fissa la sua antica serena maraviglia.»
(Il fanciullino, incipit del I capitoletto)
 È dunque una voce nascosta nel profondo di ciascun uomo, che si pone in contatto con il mondo attraverso l'immaginazione e la sensibilità (tipiche dei poeti). In tal modo, scopre aspetti nuovi e misteriosi, che «sfuggono ai nostri sensi e alla nostra ragione». Come un nuovo Adamo, «mette il nome a tutto ciò che vede e sente», ovvero è in grado di conoscere in modo autentico ciò che lo circonda, meglio di quanto possa fare l'uomo adulto, col suo raziocinio. Infatti, continua Pascoli, «l'uomo dei nostri tempi sa più che quello dei tempi scorsi, e, a mano a mano che si risale, molto più e sempre più. I primi uomini non sapevano niente; sapevano quello che sai tu, fanciullo». La voce interiore del fanciullino dà vita alla poesia, nella quale dunque il linguaggio cercherà di esprimere un mondo che si lascia afferrare dall'intuizione e non dal ragionamento.

Fotografia con Giovanni Pascoli

La poesia, secondo Pascoli, non deve proporsi uno scopo morale o educativo; tuttavia egli afferma: «la poesia, in quanto è poesia, la poesia senza aggettivo, ha una suprema utilità morale e sociale», perché fa riconoscere la bellezza anche in cose umili e vicine, placando «l'instancabile desiderio» e appagando un'ansia di felicità destinata altrimenti a restare vana. Virgilio stesso viene indicato come il poeta che «insegnava ad amare la vita in cui non fosse lo spettacolo né doloroso della miseria né invidioso della ricchezza: egli voleva abolire la lotta fra le classi e la guerra tra i popoli». Pascoli mostra così le sue convinzioni di socialista umanitario e utopico.
Il "fanciullino" di cui parla Pascoli è dunque una metafora nella quale confluiscono il valore conoscitivo, il linguaggio, la moralità della poesia.
- La funzione conoscitiva, come accennato sopra, si collega alla convinzione, tipica del decadentismo, che la realtà si riveli nella sua essenza profonda solo all'intuizione, e resti invece inafferrabile di fronte all'indagine filosofica o scientifica.[3]
- Di conseguenza, il linguaggio della poesia scopre il mondo come se fosse nuovo: «tutto come per la prima volta», e ne illumina le corrispondenze segrete (si ricordi il celebre sonetto Correspondances di Charles Baudelaire). La poesia di Pascoli, in effetti, procede spesso in modo alogico, mediante accostamenti e simboli che vanno al di là della visione consueta delle cose.
- Quanto alla moralità e al messaggio sociale, Pascoli vede nella poesia una voce che, proprio perché esprime una realtà profonda comune a tutti gli uomini, invita alla comprensione reciproca e alla pacificazione: al di là delle differenze economiche e culturali, tutti («operai, contadini, banchieri, professori») possono dialogare con la voce dei "fanciullini" che si affacciano alle finestre delle loro anime.[1]